# ويندي كوفمان
ويندي كوفمان (بالإنجليزية: Wendy Kaufman)‏ هي ناطقة رسمية أمريكية، ولدت في 6 سبتمبر 1958 في North Woodmere, New York ‏ في الولايات المتحدة.

## وصلات خارجية
- ويندي كوفمان على موقع IMDb (الإنجليزية)
- ويندي كوفمان على موقع قاعدة بيانات الفيلم (الإنجليزية)